# Alain Sergile
Alain Sergile (15 februari 1972) is een Haïtiaans zwemmer. Bij de Olympische Spelen van 1996 in Atlanta deed hij mee aan de 100 meter vlinderslag.
Alain Sergile is opgegroeid in Roswell in de staat Georgia. Hij studeerde financiën aan de Southern Methodist University in Dallas. Daar was hij lid van het zwemteam.
Na zijn afstuderen in 1994 bleef hij in Dallas en probeerde daar door te gaan met trainen. Hij kreeg echter weinig ondersteuning, ook financieel niet. Aan het eind van dat jaar overwoog hij daarom te stoppen met zwemmen. In 1995 werd hij echter benaderd door de Haïtiaanse sportbond om dit land te vertegenwoordigen op de Olympische Spelen in Atlanta. Daar haalde hij een tijd van 58,23 seconden op de 100 meter vlinderslag. Hij drong niet door tot de finale.